# Ida (film)
Ida är en polsk svartvit dramafilm från 2013 i regi av Paweł Pawlikowski. Pawlikowski har även skrivit filmens manus tillsammans med Rebecca Lenkiewicz. Titelrollen spelas av Agata Trzebuchowska.
Filmen vann priset som Bästa icke-engelskspråkiga film vid Oscarsgalan 2015. Den nominerades även i samma kategori vid Golden Globe-galan samma år.

## Handling
Anna (Agata Trzebuchowska) växte upp under 1960-talet i dåvarande Folkrepubliken Polen, i ett kloster på den polska landsbygden. Innan hon avlägger sina löften som nunna vill abbedissan på klostret att Anna tar kontakt med sin enda levande släkting, mostern Wanda (Agata Kulesza). Wanda är frigjord och intellektuell och arbetar som domare. Hon avslöjar att Annas riktiga namn är Ida Lebenstein och att hennes föräldrar var judar, som mördades under slutet av andra världskriget då landet var ockuperat av Tyskland. Tillsammans försöker de ta reda på var Annas föräldrar ligger begravda. Mötet mellan Anna och Wanda är en stilla road movie som rör sig mellan katolicism och kommunism, kärlek och hat, jazz och koral, framtid och förflutet, sexualitet och kyskhet.

## Rollista
- Agata Trzebuchowska – Anna / Ida Lebenstein
- Agata Kulesza – Wanda Gruz
- Joanna Kulig – sångerska
- Dawid Ogrodnik – Lis, saxofonist
- Adam Szyszkowski – Feliks Skiba
- Jerzy Trela – Szymon Skiba